# Unterseeboot 586
L'Unterseeboot 586 ou U-586 est un sous-marin allemand (U-Boot) de type VIIC utilisé par la Kriegsmarine pendant la Seconde Guerre mondiale.
Le sous-marin fut commandé le 8 janvier 1940 à Hambourg (Blohm & Voss), sa quille fut posée le 1er octobre 1940, il fut lancé le 10 juillet 1941 et mis en service le 4 septembre 1941, sous le commandement du Kapitänleutnant Dietrich von der Esch.
Il fut coulé lors d'un raid aérien américain à Toulon, en juillet 1944.

## Conception
Unterseeboot type VII, l'U-586 avait un déplacement de 769 tonnes en surface et 871 tonnes en plongée. Il avait une longueur totale de 67,10 m, un maître-bau de 6,20 m, une hauteur de 9,60 m et un tirant d'eau de 4,74 m. Le sous-marin était propulsé par deux hélices de 1,23 m, deux moteurs diesel Germaniawerft M6V 40/46 de 6 cylindres en ligne de 1 400 cv à 470 tr/min, produisant un total de 2 060 à 2 350 kW en surface et de deux moteurs électriques BBC GG UB 720/8 de 375 cv à 295 tr/min, produisant un total 550 kW, en plongée. Le sous-marin avait une vitesse en surface de 17,7 nœuds (32,8 km/h) et une vitesse de 7,6 nœuds (14,1 km/h) en plongée. Immergé, il avait un rayon d'action de 80 milles marins (150 km) à 4 nœuds (7,4 km/h; 4,6 milles par heure) et pouvait atteindre une profondeur de 230 m. En surface son rayon d'action était de 8 500 milles nautiques (soit 15 700 km) à 10 nœuds (19 km/h). 
L'U-586 était équipé de cinq tubes lance-torpilles de 53,3 cm (quatre montés à l'avant et un à l'arrière) qui contenait quatorze torpilles. Il était équipé d'un canon de 8,8 cm SK C/35 (220 coups) et d'un canon antiaérien de 20 mm Flak. Il pouvait transporter 26 mines TMA ou 39 mines TMB. Son équipage comprenait 4 officiers et 40 à 56 sous-mariniers.

## Historique
Il suit sa formation de base au sein de la 6. Unterseebootsflottille jusqu'au 1er janvier 1942 puis il rejoint son unité de combat dans cette même flottille. À partir du 1er juillet 1942, il est affecté successivement à plusieurs flottilles : 11. Unterseebootsflottille, 13. Unterseebootsflottille et 29. Unterseebootsflottille.
L'U-586 patrouille dans l'ouest des îles Féroé et à partir de début février 1942, il sert de poste météo. Le 9 février 1942 au petit matin, il endommage un pétrolier à moteur norvégien, dans le nord-ouest de Butt of Lewis (en).
Il traque le convoi PQ-16. Dans les premières heures du 29 mai 1942, l'U-586 lance une attaque sans succès contre un pétrolier dans la mer de Barents.
À partir du 13 octobre 1942, l'U-212 et l'U-586 effectuent une reconnaissance des installations alliées sur l'île Jan Mayen (possession de la Norvège) et recueillent des informations pour une opération de mouillage de mines prévue par un groupe de destroyers allemands.
Le 2 novembre 1942, l'U-586 coule un navire britannique à l'ouest de Vannøy (Norvège). Il recueille trois survivants qui sont faits prisonniers.
Le 9 mars 1943 l'U-586 connaît le succès, il envoya par le fond un navire américain traînard du convoi RA-53 dans la mer du Groenland, au nord-est de l'Islande. Un seul des 62 hommes d'équipage survit, il est par la suite recueilli par le destroyer HMS Elistin.
Le 29 janvier 1944, il quitta Saint-Nazaire pour la Méditerranée et passe le détroit de Gibraltar durant la nuit du 12 au 13 février. Il patrouille le long des côtes de l'Algérie, sans succès. Il rentre vers sa nouvelle base, Toulon.
Il est coulé le 5 juillet 1944 à 12 h 30, lors d'un assaut aérien américain B-24 Liberator de la 15e USAAF, au quai est de Missiessy à Toulon, à la position 43° 07′ N, 5° 55′ E. Aucun membre d'équipage n'est blessé.
L'épave est démantelée sur place en 1947.

## Affectations
- 6. Unterseebootsflottille du 4 septembre 1941 au 1er janvier 1942 (Période de formation).
- 6. Unterseebootsflottille du 1er janvier 1942 au 30 juin 1942 (Unité combattante).
- 11. Unterseebootsflottille du 1er juillet 1942 au 31 mai 1943 (Unité combattante).
- 13. Unterseebootsflottille du 1er juin 1943 au 30 septembre 1943 (Unité combattante).
- 6. Unterseebootsflottille du 1er octobre 1943 au 29 février 1944 (Unité combattante).
- 29. Unterseebootsflottille du 1er mars 1944 au 5 juillet 1944 (Unité combattante).

## Commandement
- Kapitänleutnant Dietrich von der Esch du 4 septembre 1941 au 30 septembre 1943 (Croix allemande).
- Oberleutnant zur See Hans Götze du 1er octobre 1943 au 5 juillet 1944.

## Patrouilles
|       | Commandant                   | Départ           | Départ       | Arrivée           | Arrivée      | Jours     | Succès   |
| ----- | ---------------------------- | ---------------- | ------------ | ----------------- | ------------ | --------- | -------- |
| 1     | Oblt. Dietrich von der Esch  | 12 janvier 1942  | Kiel         | 12 février 1942   | Bergen       | 32 jours  | 9 057    |
|       | Oblt. Dietrich von der Esch  | 16 février 1942  | Bergen       | 19 février 1942   | Trondheim    | 4 jours   |          |
| 2     | Oblt. Dietrich von der Esch  | 14 mars 1942     | Trondheim    | 22 mars 1942      | Trondheim    | 9 jours   |          |
| 3     | Kptlt. Dietrich von der Esch | 10 mai 1942      | Trondheim    | 1er juin 1942     | Skjomenfjord | 23 jours  |          |
|       | Kptlt. Dietrich von der Esch | 4 juin 1942      | Skjomenfjord | 6 juin 1942       | Trondheim    | 3 jours   |          |
| 4     | Kptlt. Dietrich von der Esch | 25 juillet 1942  | Trondheim    | 16 août 1942      | Narvik       | 23 jours  |          |
|       | Kptlt. Dietrich von der Esch | 27 août 1942     | Narvik       | 31 août 1942      | Bergen       | 5 jours   |          |
|       | Kptlt. Dietrich von der Esch | 3 octobre 1942   | Bergen       | 5 octobre 1942    | Skjomenfjord | 3 jours   |          |
| 5     | Kptlt. Dietrich von der Esch | 11 octobre 1942  | Skjomenfjord | 12 octobre 1942   | Harstad      | 2 jours   |          |
|       | Kptlt. Dietrich von der Esch | 13 octobre 1942  | Harstad      | 5 novembre 1942   | Skjomenfjord | 24 jours  | 6 640    |
| 6     | Kptlt. Dietrich von der Esch | 18 novembre 1942 | Skjomenfjord | 1er décembre 1942 | Bergen       | 14 jours  |          |
|       | Kptlt. Dietrich von der Esch | 6 décembre 1942  | Bergen       | 10 décembre 1942  | Kiel         | 5 jours   |          |
|       | Kptlt. Dietrich von der Esch | 11 décembre 1942 | Kiel         | 11 décembre 1942  | Hambourg     | 1 jour    |          |
|       | Kptlt. Dietrich von der Esch | 7 février 1943   | Hambourg     | 8 février 1943    | Kiel         | 2 jours   |          |
|       | Kptlt. Dietrich von der Esch | 25 février 1943  | Kiel         | 1er mars 1943     | Bergen       | 5 jours   |          |
| 7     | Kptlt. Dietrich von der Esch | 2 mars 1943      | Bergen       | 13 mars 1943      | Narvik       | 12 jours  | 6 076    |
|       | Kptlt. Dietrich von der Esch | 15 mars 1943     | Narvik       | 16 mars 1943      | Trondheim    | 2 jours   |          |
| 8     | Kptlt. Dietrich von der Esch | 29 mars 1943     | Trondheim    | 2 mai 1943        | Bergen       | 35 jours  |          |
|       | Kptlt. Dietrich von der Esch | 27 mai 1943      | Bergen       | 31 mai 1943       | Hammerfest   | 5 jours   |          |
| 9     | Kptlt. Dietrich von der Esch | 5 juin 1943      | Hammerfest   | 10 juillet 1943   | Narvik       | 36 jours  |          |
|       | Kptlt. Dietrich von der Esch | 18 juillet 1943  | Narvik       | 19 juillet 1943   | Tromsö       | 2 jours   |          |
| 10    | Kptlt. Dietrich von der Esch | 21 juillet 1943  | Tromsø       | 31 juillet 1943   | Narvik       | 11 jours  |          |
|       | Kptlt. Dietrich von der Esch | 3 août 1943      | Narvik       | 4 août 1943       | Trondheim    | 2 jours   |          |
|       | Kptlt. Dietrich von der Esch | 6 août 1943      | Trondheim    | 7 août 1943       | Bergen       | 2 jours   |          |
| 11    | Oblt. Hans Götze             | 19 octobre 1943  | Bergen       | 3 décembre 1943   | St. Nazaire  | 46 jours  |          |
| 12    | Oblt. Hans Götze             | 29 janvier 1944  | St. Nazaire  | 22 février 1944   | Toulon       | 25 jours  |          |
| 13    | Oblt. Hans Götze             | 9 mai 1944       | Toulon       | 21 juin 1944      | Toulon       | 44 jours  |          |
| Total | Total                        | Total            | Total        | Total             | Total        | 377 jours | 21 773 t |

Note : Oblt. = Oberleutnant zur See - Kptlt. = Kapitänleutnant

### Opérations Wolfpack
L'U-586 opéra avec les Wolfpacks (meute de loups) durant sa carrière opérationnelle.
- Robbe (15-24 janvier 1942)
- Greif (14-29 mai 1942)
- Nebelkönig (27 juillet – 14 août 1942)
- Boreas (19-26 novembre 1942)
- Taifun (2-4 avril 1943)
- Jahn (31 octobre – 2 novembre 1943)
- Tirpitz 3 (2-8 novembre 1943)
- Eisenhart 5 (9-15 novembre 1943)
- Schill 2 (17-22 novembre 1943)
- Weddigen (22-25 novembre 1943)

## Navires coulés
L'U-586 coula 2 navires marchands totalisant 12 716 tonneaux et endommagea 1 navire marchand de 9 057 tonneaux au cours des 13 patrouilles (377 jours en mer) qu'il effectua.
| Date            | Nom            | Nationalité | Tonnage | Convoi | Fait      | Localisation         |
| --------------- | -------------- | ----------- | ------- | ------ | --------- | -------------------- |
| 9 février 1942  | Anna Knudsen   | Norvège     | 9 057   | -      | Endommagé | 59° 50′ N, 9° 40′ O  |
| 2 novembre 1942 | Empire Gilbert | Royaume-Uni | 6 640   | -      | Coulé     | 70° 15′ N, 13° 50′ O |
| 9 mars 1943     | Puerto Rican   | USA         | 6 076   | RA-53  | Coulé     | 66° 44′ N, 10° 41′ O |